# Stockton Kings
Stockton Kings is een Amerikaanse basketbalclub uit Stockton die sinds 2018 uitkomt in de NBA G League.

## Geschiedenis
Nadat de Sacramento Kings de Reno Bighorns kochten in 2016, verhuisden ze de club in 2018 naar Stockton. De eerste coach van de club werd Tyrone Ellis. Ellis leidde de club meteen in zijn eerste seizoen naar de play-offs, daar werd in de eerste ronde verloren van de Memphis Hustle. Zijn tweede seizoen werd stopgezet door de coronacrisis. In het seizoen 2020/21 besloot de club niet deel te nemen aan het toernooi op 1 locatie.
De club stelde in 2021 Bobby Jackson aan als nieuwe hoofdcoach. In zijn eerste seizoen werden de play-offs gemist, in zijn tweede werd er in de kwartfinale verloren van de Sioux Falls Skyforce. In het seizoen 2023/24 stond Lindsey Harding aan het hoofd van de club ze leidde de club naar de play-offs waar er gewonnen werd van de Santa Cruz Warriors maar verloren in de halve finales van de Oklahoma City Blue. Ze werd ook verkozen tot NBA G League Coach of the Year Award.
In 2024 werd Quinton Crawford aangesteld als hoofdcoach.

## Erelijst
- NBA G League-kampioen: 2025

- NBA G League Finals Most Valuable Player Award: Mason Jones (2025)
- NBA G League Coach of the Year Award: Lindsey Harding (2024)
- All-NBA G League First Team: Neemias Queta (2023)
- All-NBA G League Second Team: Mason Jones (2024)

## Resultaten
| Seizoen  | Wins                       | Verlies                    | Play-offs                  | Coach                      |
| -------- | -------------------------- | -------------------------- | -------------------------- | -------------------------- |
| 2018/219 | 30                         | 20                         | eerste ronde               | Tyrone Ellis               |
| 2019/20  | 24                         | 19                         |                            | Tyrone Ellis               |
| 2020/21  | Niet gespeeld coronacrisis | Niet gespeeld coronacrisis | Niet gespeeld coronacrisis | Niet gespeeld coronacrisis |
| 2021/22  | 15                         | 18                         |                            | Bobby Jackson              |
| 2022/23  | 25                         | 7                          | kwartfinale                | Bobby Jackson              |
| 2023/24  | 24                         | 10                         | halve finale               | Lindsey Harding            |
| 2024/25  |                            |                            |                            | Quinton Crawford           |

## Bekende (oud-)spelers
| - Tre'Shawn Thurman - AJ Davis - Damien Jefferson |